# Stefan Molyneux

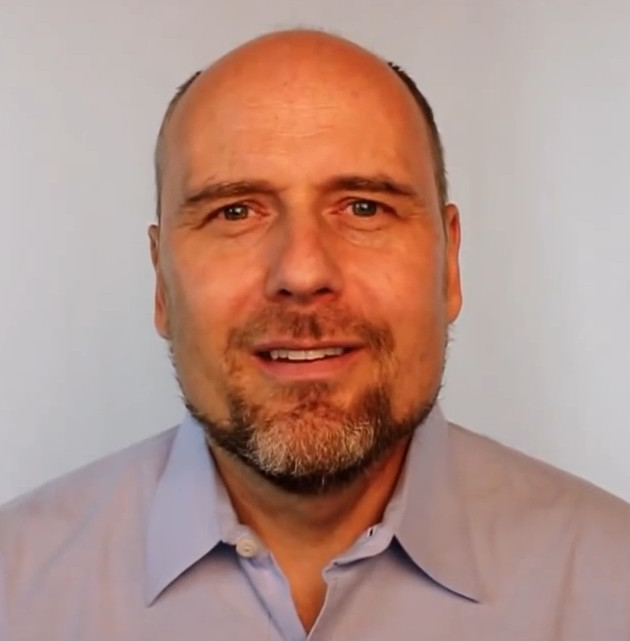
Stefan Molyneux (2014)

Stefan Basil Molyneux (* 24. September 1966 in Athlone, Irland) ist ein in Mississauga (Kanada) lebender kanadischer Blogger, Essayist, Autor und Moderator der rechten Freedomain Radio (FDR) Podcast-Reihe. Molyneux ist Teil der Alt-Right-Bewegung und vertritt zudem anarchokapitalistische und rechtsextreme Positionen.

## Aktivitäten
Stefan Molyneux betätigt sich als Vlogger, Autor, Herausgeber seiner eigenen Texte und Moderator seines „Freedomain Radio“ (FDR). Dieses betreibt er seit 2004. Die ersten zehn Jahre nutzte Molyneux die Podcast-Seite, um anarchokapitalistische Positionen, Atheismus, antifeministische Positionen und psychologisch-philosophische Lebenshilfe zu verbreiten. Sein Youtube-Kanal hatte über 900.000 Abonnenten; er veröffentlichte mehr als 1000 Podcasts und Videos im Zeitraum von 2004 bis 2017. Im Juni 2020 löschte Youtube den Kanal von Stefan Molyneux aufgrund von davon ausgehendem Hate Speech. Im Juli 2020 wurde sein Twitter-Account gesperrt.

## Leben
Molyneux, nach eigenen Angaben Sohn einer 1937 in Berlin geborenen Mutter mit deutsch-jüdischen Wurzeln und eines Vaters mit englisch-irischem Familienhintergrund, wuchs größtenteils in London auf, ehe er im Alter von elf Jahren nach Kanada emigrierte. In Toronto studierte er Literatur, Geschichte, Wirtschaft und Philosophie an der York University. An der McGill University in Montreal schloss er das Studium mit dem Bachelor-Grad ab. An der University of Toronto erlangte er mit einer Arbeit über Immanuel Kant, Georg Wilhelm Friedrich Hegel, Thomas Hobbes und John Locke den Grad Master of Arts. Zwei Jahre lang studierte Molyneux an der National Theatre School of Canada.
Molyneux hat eine Reihe von Artikeln und kleineren Aufsätzen geschrieben, die auf libertären Websites wie zum Beispiel LewRockwell.com, antiwar.com oder strike-the-root.com erschienen sind. Darüber hinaus hat er über 1000 Podcasts aufgenommen und mehrere Bücher geschrieben, die bis auf Revolutions, das von Publish America veröffentlicht wurde, alle im Eigenverlag erschienen sind. Molyneux’ Arbeiten behandeln Themen wie Politik, Philosophie, Ökonomie, Beziehungen, Atheismus und persönliche Freiheit. 2006 hat Stefan Molyneux seine bisherige Arbeit im Software-Bereich aufgegeben, um in Vollzeit für Freedomain Radio zu arbeiten. Dabei handelt es sich um eine durch Spenden und Abonnements ihrer Hörer finanzierte Seite.
Molyneux war der Abschlussredner des New Hampshire Liberty Forum 2009, eine Position, die in den Vorjahren von Ron Paul (2008) und John Stossel (2007) eingenommen worden war.

## Kritik
Stefan Molyneux und seine Frau Christina Papadopoulos stehen wegen ihres Podcast-Segments „Frag einen Therapeuten“ in der Kritik. In diesem Podcast würde den jugendlichen Anrufern und Zuhörern die Trennung von der Familie nahegelegt. Laut Peter Osborne vom College of Psychologists of Ontario ist diese Praxis besonders zweifelhaft, weil die Online-Community des Freedomain-Radio-Podcasts oftmals die neue Familie der Jugendlichen wird. Molyneux sagte in einem der Podcasts, dass man es riskiere, als instabil angesehen zu werden, wenn man zu seiner Familie zurückkehre. Eine Überprüfung der professionellen Tätigkeit von Papadopoulos als Direktorin der Mississauga’s Meadowvale Psychological Services ergab, dass sie dort in keinem einzigen Fall die Trennung von der Familie empfohlen hatte. Das College of Psychologists of Ontario rügte die Therapeutin Papadopoulos in Bezug auf die Podcasttherapie wegen standeswidrigen Verhaltens, da die Vorgehensweisen und Empfehlungen nicht den psychologischen Standards entsprächen. Eine Trennung von der Familie sei in Einzelfällen zwar angebracht, v. a. bei Missbrauch; ob solche Fälle vorlägen, habe Papadopoulos aber gar nicht herauszufinden versucht.